# Província de Balkan
La província de Balkan (turcman: Balkan welaýaty, rus: Балканский велаят) és una de les províncies (Welayatlar) del Turkmenistan. Està localitzada a l'oest país, fent frontera amb l'Uzbekistan, el Kazakhstan, la mar Càspia i l'Iran. La seva capital és Balkanabat. Té una població de 424.700 habitants i ocupa una superfície de 138.000 km².